# ثابت زمني
في الفيزياء وفي الهندسة  ونظرية التحكم يشار عادة للثابت الزمني (بالإنجليزية: Time constant) بالرمز اليوناني {\displaystyle \tau } (تاو) وهو متغير يصف استجابة نظام خطي مستقل زمنيا LTI من الدرجة الأولى لاشارة دخل واحدية.
فيزيائيا، يمثل الثابت الزمني الوقت الذي يستغرقه النظام للوصول إلى %63.2 من حالته المستقرة.

## أمثلة عن الثوابت الزمنية

### الثوابت الزمنية في الدارات الكهربائية

الاستجابة الواحدية لجهد المكثف

الاستجابة الواحدية لجهد الملف

في دارة مقاومة - ملف يعرف الثابت الزمني (ثانية) بالشكل:
{\displaystyle \tau ={L \over R}}
بشكل مشابه في دارة مقاومة - مكثف ويعرف الثابت الزمني بالشكل:
{\displaystyle \tau =RC}
إن الدارات الكهربائية تكون غالبا أكثر تعقيدا من ذلك ويمكن أن تحتوي على أكثر من ثابت زمني.

### الثوابت الزمنية في علم الأعصاب
في جهد الفعل للعصبون يعرف الثابت الزمني كمايلي
{\displaystyle \tau =r_{m}c_{m}}
حيث أن {\displaystyle ,r_{m}} هي مقاومة الغشاء و{\displaystyle ,c_{m}} سعة الغشاء